# Osmia ogilviae
Osmia ogilviae är en biart som beskrevs av Cockerell 1932. Osmia ogilviae ingår i släktet murarbin, och familjen buksamlarbin. Inga underarter finns listade i Catalogue of Life.